# از من چه می‌خواهی
ازمن‌چه می‌خواهی؟ (به انگلیسی: What Do You Want from Me) آهنگی از آلبوم ناقوس جدایی گروه موسیقی پراگرسیو راک پینک فلوید است که در سال ۱۹۹۴ منتشر شد.

## دربارهٔ آهنگ
آهنگ توسط دو عضو اصلی گروه دیوید گیلمور و ریچارد رایت به همراه همسر دیوید گیلمور پالی سمسون نوشته شده‌است. یک نسخهٔ زنده از آهنگ در آلبوم تکانه قرار دارد.

## نوازندگان و سازندگان
- دیوید گیلمور - خواننده، گیتار
- ریچارد رایت - هموند ارگ، سینث‌سایزر، خواننده زمینه
- نیک میسن - درام
- گای پرت - گیتار بیس
- جان کرین - کیبورد